# Claude Masset
Pour les articles homonymes, voir Masset.
Claude Albert Marie Masset, né le 6 octobre 1925 à Paris 15e et mort le 3 mai 2025 à Saint-Cloud, est un anthropologue français, responsable d'un Groupement de Recherche au CNRS.

## Biographie
Il fait ses études primaires à Belgrade (Yougoslavie) où son père est attaché culturel, mais il passe son baccalauréat à Lyon en 1942, son père venant d'être nommé professeur de français dans cette ville. De 1945 à 1950, il suit des études d'enseignant d'histoire avant de passer un DEA d'archéologie Préhistorique qu'il prolonge par une thèse de IIIe cycle en Préhistoire à l'Université de Paris en 1975 et une thèse d'État en 1982.
De 1950 à 1987, Claude Masset enseigne l'histoire et la géographie. Mais sa carrière de préhistorien commence quand il décide de suivre des cours de Préhistoire à la Sorbonne en 1961. En 1963, il participe à des fouilles sous la direction de André Leroi-Gourhan, lequel lui confie en 1965 un travail de sauvetage d'une sépulture collective en Eure-et-Loir, qui orientera définitivement sa carrière dans cette spécialité de la préhistoire.
Ses thèses et ses publications portent sur l'anthropologie des populations et lui permettent de se voir confier par le CNRS en 1984 un Groupement de Recherches consacré à l'étude des sépultures.
Membre du conseil d'administration de la Société d'anthropologie de Paris, il la préside en 1992-1993.
Il organise un colloque sur la Paléodémographie en Hongrie en 1978, sur l'anthropologie physique et l'archéologie en 1982 à Toulouse, sur le monumentalisme funéraire et les sépultures collectives en 1995 à Cergy-Pontoise. Il est chargé d'enseignement en Préhistoire en 1964 à Sao Paulo, puis en Paléodémographie à Genève de 1984 à 1988.
Claude Masset décède le 3 mai 2025 à Saint-Cloud.

## Publications
- 1966 Os vestigios arqueologicos, Instituto de Pré-historia de São Paulo, Brésil
- 1975 Problèmes de démographie préhistorique, thèse Université de Paris I
- 1982 Estimation de l'âge au décès par les sutures crâniennes, thèse d'État Université de Paris VII
- 1987 avec Henri Duday, Anthropologie physique et Archéologie: méthodes d'étude des sépultures; Éditions du Centre National de la Recherche scientifique, Paris[5]
- 1993 Les dolmens: sociétés néolithiques et pratiques funéraires, Errance, coll. Les Hespérides, Paris; 2e édition entièrement revue en 1997, Errance, Paris[6].